# Stazione di Hagiyama
La stazione di Hagiyama (萩山駅?, Hagiyama-eki) è una stazione ferroviaria situata nella città di Higashimurayama, nell'area metropolitana di Tokyo, ed è servita dalle linee Haijima e Tamako delle Ferrovie Seibu.

## Linee
Ferrovie Seibu
● Linea Seibu Haijima
● Linea Seibu Tamako

## Struttura
La stazione si trova in superficie ed è dotata di un marciapiede a isola e uno laterale, con tre binari passanti, collegati al fabbricato viaggiatori sopraelevato da scale fisse, mobili e ascensori.
| 1 | ● Linea Seibu Tamako  | per Kokubunji                |
| 1 | ● Linea Seibu Tamako  | per Seibu-Yūenchi            |
| 2 | ● Linea Seibu Haijima | per Haijima                  |
| 2 | ● Linea Seibu Tamako  | per Seibu-Yūenchi            |
| 3 | ● Linea Seibu Haijima | per Kodaira e Seibu-Shinjuku |
| 3 | ● Linea Seibu Tamako  | per Kokubunji                |

## Stazioni adiacenti
| «                   | Servizio            | »                   |
| Linea Seibu Haijima | Linea Seibu Haijima | Linea Seibu Haijima |
| ------------------- | ------------------- | ------------------- |
| Kodaira             | Locale              | Ogawa               |
| Kodaira             | Semiespresso        | Ogawa               |
| Kodaira             | Espresso            | Ogawa               |
| Linea Seibu Tamako  |                     |                     |
| Ōmekaidō            | Locale              | Yasaka              |
| Kodaira             | Espresso            | Yasaka              |